# Rampart (filme)
Rampart (Brasil: Um Tira Acima da Lei / Portugal: Rampart - O Renegado) é um filme de drama lançado em 2011. Dirigido por Oren Moverman e co-escrito por Moverman e James Ellroy, o filme é estrelado por Woody Harrelson e Ice Cube. No meio da precipitação do escândalo Rampart da década de 1990, sujo veterano LAPD Dave Brown é forçado para enfrentar as consequências de sua carreira rebelde. O filme estreou no Festival Internacional de Cinema de Toronto em 10 de setembro de 2011.

## Sinopse
Veterano oficial de polícia Dave Brown (Harrelson), tem duas ex-mulheres que são irmãs (Anne Heche e Cynthia Nixon) e ele traiu ambas. Brown tem uma filha de cada casamento que cria conflitos em casa. No entanto, o filme começa com a outra casa, que é a batida. Dave patrulha ruas ocupadas por gangues. Dave forçosamente obtém uma confissão de um ladrão de lojas de conveniência. Mais tarde, ele é capturado em fita batendo alguém quase até a morte. A batida ainda está jogando na TV quando ele está envolvido em um tiroteio suspeito. Estes incidentes obter Dave em apuros com o departamento já sitiado, e ele enfrenta qualquer sanção ou aposentadoria forçada, inclusive de um detetive de homicídios (Ice Cube), que foi enviado para investigar Brown. Dave tenta falar sua maneira fora do problema com uma promotora pública assistente (Sigourney Weaver). Dave percebe que seus superiores estão menos preocupados com o que ele fez, mas mais preocupado com o constrangimento público que ele criou por ser apanhado.

## Elenco
- Woody Harrelson como Dave Brown
- Ned Beatty como Hartshorn
- Ben Foster como "General" Terry
- Anne Heche como Catherine
- Ice Cube como Kyle Timkins
- Cynthia Nixon como Barbara
- Sigourney Weaver como Joan Confrey
- Robin Wright como Linda Fentress
- Steve Buscemi como Bill Blago
- Brie Larson como Helen
- Don Creech como advogado Cabeça de Tubarão
- Jon Bernthal como Dan Morone
- Robert Wisdom como o Capitão

## Marketing
A equipe de marketing por trás de Rampart postou cartazes polêmicos em várias das principais cidades dos Estados Unidos antes de o filme foi lançado, mostrando o personagem de Woody Harrelson, policial Dave Brown, batendo um homem com uma vara a noite. Os cartazes simplesmente declaravam: "EU TRABALHO PARA VOCÊ" e foram feitos para olhar como cartazes de arte de rua. Oren Moverman, o Diretor da Rampart, disse que um dos produtores foi "à procura de uma imagem que seria instigante e desafiador, não uma acusação de um policial, mas sim uma abordagem comum à ideia de policiamento, a ideia de que talvez quando policiais fazem coisas ruins é mais um reflexo da sociedade e que está disposto a tolerar um pouco do que a falha de uma maçã podre ou um problema institucional. Se eles trabalham para nós, poderia ser que o nós somos?"
Woody Harrelson realizou várias entrevistas para promover o filme. Em uma entrevista com o "The Playlist", Woody indicado "Eu tive um período em que eu vi um corte no início do filme e não ir para ele, principalmente porque era tão diferente do roteiro e o que filmamos". Woody também perdeu peso significativo para se preparar para o papel. Durante a mesma entrevista, Woody comunicado "Eu perdi 30 quilos e uma parte dela foi que eu senti que ele teria essa relação com a comida, que é muito semelhante ao seu relacionamento com as mulheres." Tomada de Woody sobre o personagem foi o seguinte: "Ele não pode realmente aceitar o amor, e se a comida eram representativas de amor é a sua incapacidade de levar esse carinho e alimento.". Woody passou a dizer sobre o personagem que interpretou, "Eu diria que, se uma emoção que é mais no jogo com Dave Brown seria paranóia. Assim que a emoção era uma espécie de comigo um pouco durante as filmagens."
Uma tentativa de comercializar o filme através do site de notícias sociais Reddit foi "terrivelmente errado" segundo a Forbes. Uma característica popular de Reddit é a seção "IAmA", onde as pessoas são incentivadas a "perguntar qualquer coisa". Nesse formato, Harrelson concordou em responder perguntas dos usuários do site, que estavam decepcionados com suas respostas, e sua aparente incompreensão do formato, resultando em alguns dos usuários do site prometendo " boicotar o filme". CNET caracterizou uma das respostas de Harrelson como "puramente escorrendo, tudo-sobre-minha-doutrina". Josh Feldman com Mediaite compartilhou a seguinte perspectiva: "um proxy para o ator, basicamente, deu respostas vagas a metade das questões e de modo nenhum plugs sutis para seu próximo filme Rampart para a outra metade foi um pesadelo de relações públicas, . e enquanto ela certamente aumentou a consciência sobre o filme, ele definitivamente saiu pela culatra". Josh passou a dizer sobre o incidente, "que surgiu como robótica e representou uma incapacidade de se conectar com as pessoas, quando deveria ter sido incrivelmente fácil de fazê-lo". Josh resumiu a lição aprendida, afirmando o seguinte, "Quando você está fazendo uma AMA no Reddit, você deixa cair o ato e se envolver com pessoas reais. Alguns serão fãs, alguns não, mas se você é apenas honesto e não parece que as respostas têm sido planejado , as pessoas irão respeitá-lo por isso".

## Recepção da crítica
Rampart geral recebeu críticas positivas, com 74% de avaliação positiva pelo site agregador Rotten Tomatoes.

## Prêmios
African American Film Critics Association Prêmio para Melhor Ator
Nomeado – Independent Spirit Award de melhor ator
Nomeado – Satellite Award de Melhor Ator em Cinema